# Quê hương (thơ)
Quê hương là một bài thơ được sáng tác năm 1960 bởi nhà thơ Giang Nam. Bài thơ được sáng tác khi Giang Nam, lúc đó đang ở Khánh Hòa, nghe tin vợ con mình bị địch giết hại trong nhà tù Phú Lợi, Sài Gòn và nỗi đau vì mất vợ con đã khiến ông chút hết nỗi lòng vào bài thơ. Bài thơ được gửi ra ngoài Bắc và đạt giải nhì giải thưởng thơ 1960-1961 của Báo Văn Nghệ. Bài thơ được giảng dạy trong sách giáo khoa tiếng Việt những năm 1970, và được rất nhiều thế hệ người Việt Nam ghi nhớ vì nó vừa mang tình yêu quê hương và đồng thời cũng kể lại một chuyện tình lãng mạn. Năm 2007, bài thơ được bình chọn là một trong số 100 bài thơ hay nhất thế kỷ 20 của Việt Nam.

## Hoàn cảnh sáng tác
Sau năm 1954, Giang Nam hoạt động bí mật ở các tỉnh Khánh Hòa, Phú Yên và Bình Định. Dù chỉ cách nhà ông vài cây số nhưng ông không thể gặp gia đình mình. Một đêm năm 1959, vợ ông (bà Phan Thị Triều) bị chính quyền Việt Nam Cộng hòa bắt đi cùng với con gái mới sinh. Vào năm 1960, cấp trên thông báo cho Giang Nam rằng vợ con ông đã bị giết hại trong nhà tù Phú Lợi (Sài Gòn). Tin này khiến ông đau lòng và sáng tác ra bài thơ Quê hương.
Theo lời kể của nhà thơ Giang Nam: "Năm 1960, trong một đêm mưa giữa núi rừng trùng điệp, tôi được cấp trên gọi lên động viên và trấn an tư tưởng, rồi thông báo cho tôi một tin sét đánh: "Vợ con đồng chí có thể bị địch sát hại vì các hoạt động bí mật và nhất định không khai ra tổ chức". Nghe tin, tôi như không còn đứng vững, nỗi đau nhói buốt cả con tim, tôi đã phải bật khóc trong vòng tay an ủi của đồng đội, để rồi ngay đêm hôm đó tôi đã viết nên bài thơ Quê hương bằng tất cả nỗi đau, tình yêu thiêng liêng và sự căm thù quân giặc. Trong bài có 2 câu thơ thể hiện nỗi đau đến tột cùng mà tôi nhớ mãi "Giặc giết em rồi quăng mất xác/ bởi vì em là du kích em ơi...". Tuy nhiên, vợ con ông đã may mắn sống sót và được trả tự do 3 năm sau đó vì chính quyền không tìm ra chứng từ kết tội.
Bài thơ của Giang Nam được nhiều đồng đội đọc và đồng cảm nên đã được cố gắng gửi ra Hà Nội để đăng trên Báo Văn Nghệ. Hơn một năm sau, khi đang hành quân, Giang Nam bất ngờ nghe Đài Tiếng nói Việt Nam đọc bài thơ của mình và được thông báo nhận giải nhì của Báo Văn Nghệ.

## Nội dung bài thơ
Thuở còn thơ ngày hai buổi đến trường
Yêu quê hương qua từng trang sách nhỏ:
"Ai bảo chăn trâu là khổ?"
Tôi mơ màng nghe chim hót trên cao
Những ngày trốn học
Đuổi bướm cầu ao
Mẹ bắt được...
Chưa đánh roi nào đã khóc!
Có cô bé nhà bên
Nhìn tôi cười khúc khích...
***
Cách mạng bùng lên
Rồi kháng chiến trường kỳ
Quê tôi đầy bóng giặc
Từ biệt mẹ tôi đi
Cô bé nhà bên - (có ai ngờ!)
Cũng vào du kích
Hôm gặp tôi vẫn cười khúc khích
Mắt đen tròn (thương thương quá đi thôi!)
Giữa cuộc hành quân không nói được một lời
Đơn vị đi qua, tôi ngoái đầu nhìn lại...
Mưa đầy trời nhưng lòng tôi ấm mãi...
***
Hòa bình tôi trở về đây
Với mái trường xưa, bãi mía, luống cày
Lại gặp em
Thẹn thùng nép sau cánh cửa...
Vẫn khúc khích cười khi tôi hỏi nhỏ
Chuyện chồng con (khó nói lắm anh ơi!)
Tôi nắm bàn tay nhỏ nhắn ngậm ngùi
Em vẫn để yên trong tay tôi nóng bỏng...
Hôm nay nhận được tin em
Không tin được dù đó là sự thật
Giặc bắn em rồi quăng mất xác
Chỉ vì em là du kích, em ơi!
Đau xé lòng anh, chết nửa con người!
Xưa yêu quê hương vì có chim có bướm
Có những ngày trốn học bị đòn roi...
Nay yêu quê hương vì trong từng nắm đất
Có một phần xương thịt của em tôi